# Aaron Lee
Aaron Lee (Chamberí, Madrid, 1988) és un músic, violinista i activista pels drets humans espanyol.

## Trajectòria
Graduat al Reial Conservatori Superior de Música de Madrid, tot i que també va tocar al carrer per sobreviure, és el fill d'una parella de músics sud-coreans que es va instal·lar a Europa per completar els seus estudis. Des dels quatre anys Aaron toca el piano i des dels nou estudia violí amb els mestres Ala Voronkova i Manuel Puig.
Quan Aaron Lee compleix vint anys, després de diversos esdeveniments vitals, aconsegueix ser el músic més jove a entrar a formar part de l'Orquestra Nacional d'Espanya. Ara toca com a solista. A més de violinista s'ha dedicat a investigar la música espanyola dels segles XIX i XX.
Més enllà de la seva activitat musical, com a activista social, ha creat la 'Fundació Art que Alimenta' per tal de protegir els adolescents LGTBIQ, a les dones maltractades i als nens de baixos ingressos.

## Llibre i obra de teatre
L'any 2020 va publicar un llibre Yo soy el que soy, on narra la seva història vital, en què va patir la discriminació en diferents formes. Al llibre, Lee explica com el seu pare el va portar enganyat a una illa de Corea, amb l'excusa que anirien a visitar el seu avi, però en realitat la destinació era un "centre de rehabilitació" per aconseguir "reconduir" la seva condició homosexual, després d'haver-ho transmès als seus pares. Tancat en una cel·la amb vista a una paret de formigó, en una illa, sense passaport ni diners, va planejar la seva fuita. Només aconseguí salvar-se després d'interpretar un personatge i fingir «la seva cura». Sense cap mena d'odi ni ressentiment, el llibre traspua una voluntat d'ajudar els altres i de transmetre un missatge d'esperança.
Aquesta biografia s'ha convertit també en una obra de teatre que es representa al prestigiós Pavón Teatre Kamikaze. Sobre l'escenari, Lee comparteix les seves memòries a través d'un viatge interior i la lluita d'un artista que allibera als seus dimonis en cada funció. En Yo soy el que soy, obra de teatre dirigida per Zenón Recalde, director resident d'El rei lleó, Lee narra amb les cordes del seu violí la seva pròpia història. Les paraules, un llibret que neix de l'autobiografia de Lee, és a dir, en primera persona, són pronunciades per l'actriu Verónica Ronda. L'obra compta també amb la presència d'un altre virtuós artista, el pianista i mestre d'orquestra Gaby Goldman, director dels musicals Billy Eliot i West Side Story.